# Lac Fusaro
Pour les articles homonymes, voir Fusaro.
Le lac Fusaro (Lago Fusaro en italien) est un lac italien situé sur le territoire de la commune de Bacoli, dans la province de Naples, en Campanie.

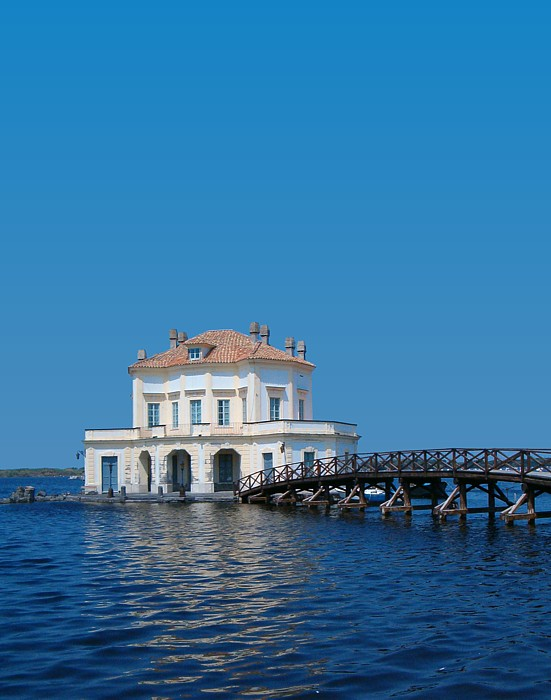
La Casina Vanvitelliana sur le lac Fusaro

Le lac a toujours été fameux pour ses élevages d'huitres, de moules et d'autres animaux marins, et ceci même avant l'arrivée des Grecs vers le VIIe siècle av. J.-C. Dans le Comte de Monte-Cristo d'Alexandre Dumas, une lamproie provenant du Fusaro est servie sur la table du comte à Auteuil.
Le roi de Naples Ferdinand IV de Bourbon y fit construire un pavillon de chasse et de pêche, la Casina Vanvitelliana, sur un projet de Luigi Vanvitelli.